# Owocożer koralowy
Owocożer koralowy (Ptilinopus coralensis) – gatunek średniej wielkości ptaka z rodziny gołębiowatych (Columbidae), podrodziny treronów. Występuje endemicznie w archipelagu Tuamotu (Polinezja Francuska). Według IUCN ma status „bliski zagrożenia” (NT – Near Threatened).

## Systematyka
Takson po raz pierwszy opisany przez T. Peale’a w 1848 roku pod obecną nazwą. Jako lokalizację holotypu autor wskazał „Aratika, Tuamotu”. Tworzy grupę siostrzaną wraz z P. chalcurus i P. purpuratus. Takson monotypowy, nie wyróżniono podgatunków.

## Morfologia
Długość ciała wynosi około 22–24 cm (dla okazów z Muzeum Brytyjskiego około 9 cali), z czego koło 9,5 cm przypada na ogon, a 1,4 cm na dziób. Skrzydło ma długość 14,2 cm, skok 2,2 cm. Masa ciała mieści się w granicach 70–99 g. Jest to mały, podobny do owocożera atolowego (Ptilinopus purpuratus) gołąb o krótkim ogonie. W upierzeniu przeważa kolor zielony. Różowofioletowe czoło okalają żółte pióra. Szarą szyję i pierś cechuje oliwkowy odcień. Wierzch ciała ciemnozielony, na pokrywach skrzydłowych i lotkach III rzędu żółte obrzeżenia. Na końcu ogona szeroki pas, jednak niewyróżniający się. Brzuch żółtozielony, w okolicach kloaki i na pokrywach podogonowych intensywniej żółty. Tęczówka czerwona, dziób żółty do żółtopomarańczowego.

## Zasięg występowania
Owocożer koralowy występuje endemicznie na wyspach archipelagu Tuamotu (Polinezja Francuska), na łącznym obszarze około 650 km². Nie występuje na wyspie Makatea. Jest to jedyny przedstawiciel owocożerów przystosowany do życia wyłącznie na wyspach koralowych. Środowiskiem życia gatunku są lasy. Wiadomo, że gnieździ się zarówno w kserofitycznych zakrzewieniach zdominowanych przez Suriana maritima (zabłędowate), jak i w bujnych zaroślach z obecnością pandanów połaciowych (Pandanus tectorius) i Heliotropium foertherianum.

## Zachowanie
Zazwyczaj widywany pojedynczo lub w parach, ale zdarzały się obserwacje grupek 5–6 osobników lub stad liczących 20–30 ptaków. Owocożer koralowy żywi się owocami wielu gatunków, jak Timonius polygamus, Pipturus argenteus i Heliotropium foertherianum. Nie jest to wyłącznie leśny gatunek, jak inni pacyficzni przedstawiciele Ptilinopus; pożywienia szuka zarówno wysoko w koronach drzew, jak i na ziemi. Stwierdzono, że w skład jego diety wchodzą także, oprócz owoców, liście Guettarda speciosa, nasiona Morinda i trawy, a także małe owady zbierane z roślinności lub z podłoża. Zjada znacznie więcej bezkręgowców niż inni przedstawiciele rodzaju; możliwe nawet, że łapie małe jaszczurki.
Niepłochliwy, na niezamieszkanych atolach pozwala podejść człowiekowi na odległość kilku metrów. Porusza się lotem prostym z płytkimi uderzeniami skrzydeł, niezbyt szybko.

## Lęgi
Okres lęgowy nie ma ściśle określonych granic, odnotowywano lęgi przez większość roku. Osobniki młodociane obserwowano w lutym i maju, zaś te przechodzące pierzenie z szaty juwenalnej na dorosłą – w lutym, marcu, maju i wrześniu. Gniazdo stanowi platforma wykonana z niestarannie posplatanych gałęzi i fragmentów winorośli, umieszczona na krzewie lub niskim drzewie 0,3–3 m nad ziemią. W zniesieniu pojedyncze, białe jajo.

## Status i zagrożenia
Przez IUCN od 1994 roku uznawany za gatunek bliski zagrożenia (NT, Near Threatened), wcześniej (od roku 1988) uznawany za gatunek niższego ryzyka/najmniejszej troski (LR/LC, Lower Risk/Least Concern). Zagrożenie dla owocożera koralowego na niektórych wyspach stanowią zawleczone drapieżniki, jak szczur śniady (Rattus rattus); ponadto podatny jest na niszczenie środowiska, na przykład dla pozyskania miejsca na plantacje kokosów. Wobec człowieka jest to uległy ptak, co zwiększa ryzyko odłowienia go. Występuje na sześciu obszarach uznanych za ostoje ptaków IBA, w tym atolu Tahanea, Tenararo, Tikehau i Niau.